# Stielhandgranate 43
La Stielhandgranate 43 era una bomba a mano tedesca della seconda guerra mondiale, evoluzione della Stielhandgranate 24 e della Stielhandgranate 39.

## Descrizione
La granata deriva dalla bomba con manico tedesca Stielhandgranate 24, modificata al fine di semplificarne la produzione e aumentarne la versatilità. Questa era caratterizzata da un corpo bomba cilindrico in lamiera leggera di ferro o acciaio, avvitata su un manico di legno per il lancio; la spoletta era inserita nel manico di legno cavo, contenente anche la corda di innesco terminante con una palletta di porcellana, il tutto chiuso da un tappo a vite metallico. Esteriormente l'aspetto della Stielhandgranate 43 non si discostava da quello delle versioni precedenti; l'innovazione principale stava nel fatto che il corpo bomba e la spoletta erano entrambe contenute nella sola testa cilindrica, in modo tale che questa poteva essere separata dal manico e utilizzata da sola, per esempio per la realizzazione sul campo di trappole esplosive. La spoletta era una Brennzünder für Eihandgranate 39 (BZE 39) o Brennzünder 40 (BZ 40) a strappo con acciarino a frizione, con ritardo di 4,4 secondi, avvitata sulla sommità della testa e collegata a un detonatore Sprengkapsel 8.
Come sulla 24, anche su questa granata era possibile montare un manicotto in ghisa preframmentato (Splitterring, anello frammentato), che ne aumentava peso, numero e potenza delle schegge.
Più granate potevano essere unite in un "grappolo" a formare una carica satchel per attaccare i bunker o per abbattere ostacoli. Cinque o sei teste di granate, senza manico, venivano legate intorno alla testa di una granata centrale munita di manico. Le corde di innesco venivano legate tra loro in modo da azionare le bombe contemporaneamente prima del lancio.